# التوعية الامنية (تكنولوجيا)

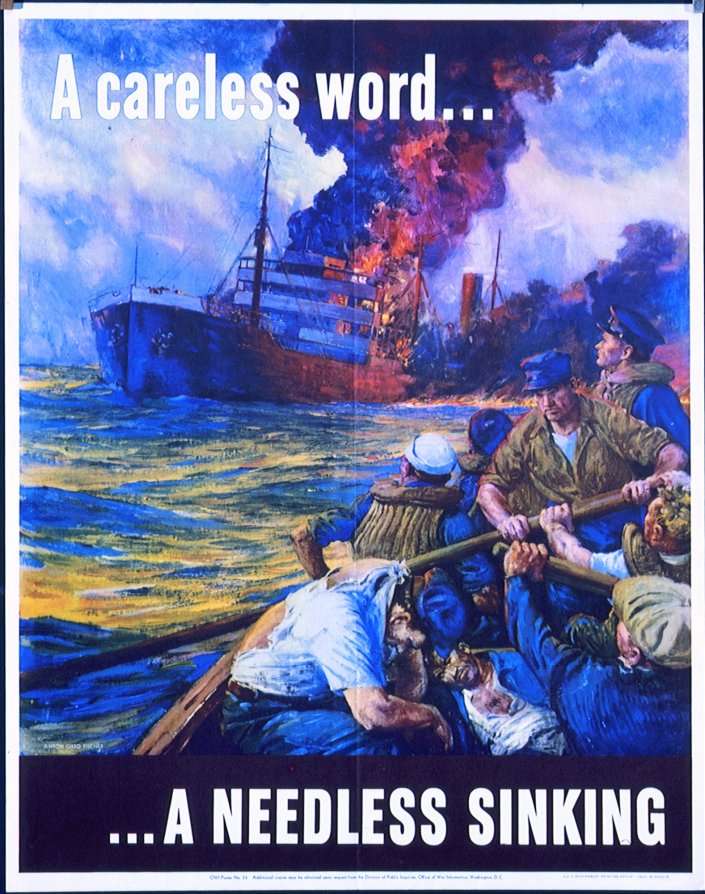
ملصق للتوعية الأمنية من الحرب العالمية الثانية.

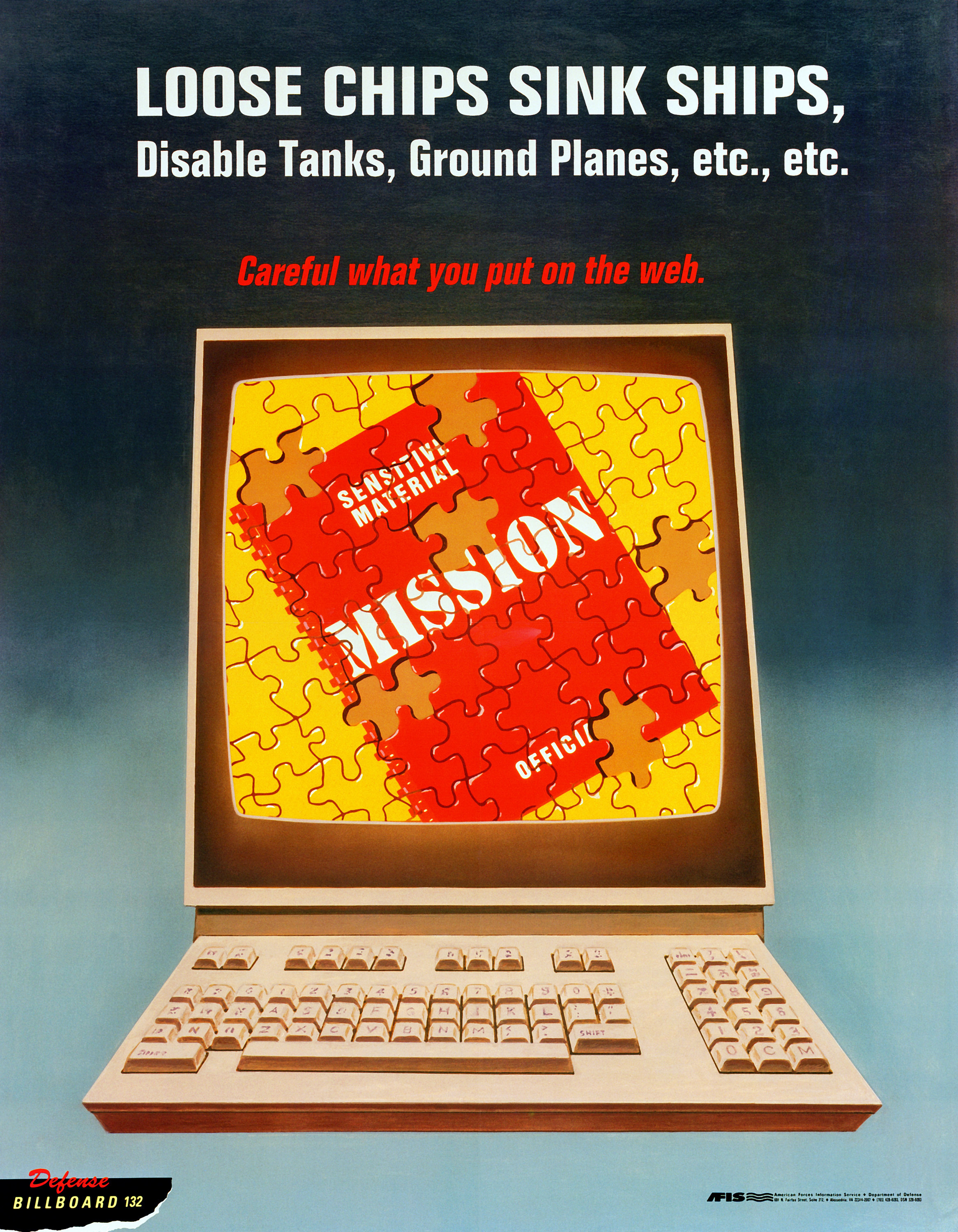
ما يعادل 2000 تحذير حول الوعي الأمني على شبكة الإنترنت.

التوعية الأمنية Security awareness هو المعرفة والمواقف التي يمتلكها أعضاء المنظمة أو المؤسسة فيما يتعلق بحماية الأصول المادية، وخاصة المعلوماتية لتلك المنظمة. تتطلب العديد من المنظمات تدريبًا رسميًا على الوعي الأمني  لجميع العمال عند انضمامهم إلى المنظمة وبشكل دوري بعد ذلك، وعادة يكون سنويًا. ان الوعي الأمني يعني فهم أن هناك إمكانية لبعض الأشخاص لسرقة البيانات المخزنة داخل أنظمة الكمبيوتر الخاصة بالشركة وفي جميع أنحاء مؤسستها أو إتلافها أو إساءة استخدامها عمدًا أو عرضيًا. لذلك، سيكون من الحكمة دعم أصول المؤسسة (المعلومات والمادية والشخصية) من خلال محاولة منع حدوث ذلك. وفقًا للشبكة الأوروبية ووكالة أمن المعلومات، فإن «الوعي بالمخاطر والضمانات المتاحة هو خط الدفاع الأول لأمن أنظمة وشبكات المعلومات».

## مواضيع التوعية الأمنية
تشمل الموضوعات التي يتم تناولها في تدريب التوعية الأمنية ما يلي:
- طبيعة الأصول المادية والمادية الحساسة التي قد يتعاملون معها، مثل الأسرار الاقتصادية والتجارية ومخاوف الخصوصية والمعلومات الحكومية السرية
- مسؤوليات الموظف وكيفية التعامل مع المعلومات الحساسة، بما في ذلك مراجعة اتفاقيات عدم إفشاء الموظفين واتباع سياسات المنظمة
- اهمية تطبيق السياسات والمتطلبات التعامل السليم مع المواد الحساسة في شكل مادي، بما في ذلك وضع العلامات والنقل والتخزين والتدمير
- الطرق المناسبة لحماية المعلومات الحساسة على أنظمة الكمبيوتر، بما في ذلك سياسة كلمة المرور واستخدام المصادقة الثنائية
- مخاوف أخرى تتعلق بأمان الكمبيوتر، بما في ذلك البرامج الضارة والتصيد والهندسة الاجتماعية وما إلى ذلك.
- أمن مكان العمل، بما في ذلك الوصول إلى المبنى، وارتداء الشارات الأمنية، والإبلاغ عن الحوادث، والمواد المحظورة، وما إلى ذلك.
- عواقب عدم حماية المعلومات بشكل صحيح، بما في ذلك الخسارة المحتملة للوظيفة، والعواقب الاقتصادية للشركة، والأضرار التي تلحق بالأفراد الذين تم الكشف عن سجلاتهم الخاصة، والعقوبات المدنية والجنائية المحتملة

«كما انه يجب أن يكون تركيز استشارات التوعية الأمنية على تحقيق تحول طويل الأمد في موقف الموظفين تجاه الأمن، مع تعزيز التغيير الثقافي والسلوكي داخل المنظمات والموسسات. يجب النظر إلى السياسات الأمنية على أنها عوامل تمكين رئيسية للمؤسسة، وليس كسلسلة من القواعد التي تقيد العمل الفعال لعملك.» 

## قياس التوعية الأمنية في المجتمع
في دراسة أجريت عام 2016، طور الباحثون طريقة لقياس الوعي الأمني السيبراني. وقاموا على وجه التحديد بقياس «فهم حول التحايل على بروتوكولات الأمان، وتعطيل الوظائف المقصودة للأنظمة أو جمع معلومات قيمة، وعدم الوقوع في الفخ» (ص 38 من الدراسة). ابتكر الباحثون طريقة يمكن أن تميز بين الخبراء والمبتدئين من خلال جعل الناس ينظمون سيناريوهات أمنية مختلفة في مجموعات. سينظم الخبراء هذه السيناريوهات بناءً على موضوعات أمنية مركزية حيث سينظم المبتدئون السيناريوهات بناءً على موضوعات سطحية.

## الروابط الخارجية
- موقع التثقيف والتدريب والتوعية الأمنية للجيش
- دورة التوعية الأمنية
- مقارنة بين شركات تدريب التوعية الأمنية